# 1751
Évszázadok: 17. század – 18. század – 19. század
Évtizedek: 1700-as évek – 1710-es évek – 1720-as évek – 1730-as évek – 1740-es évek – 1750-es évek – 1760-as évek – 1770-es évek – 1780-as évek – 1790-es évek – 1800-as évek
Évek: 1746 – 1747 – 1748 – 1749 –  1750 – 1751 – 1752 – 1753 – 1754 – 1755 – 1756

## Események

### Határozott dátumú események
- március 15. – I. Frigyest Adolf Frigyes váltja Svédország trónján.
- május 26. – A Varasd vármegyei Hrasina község egén felrobbanó tűzgömb (Hrasinai meteorit) két darabja a település határában ér földet.[1]
- július 1. – Megjelenik az Encyclopédie első kötete.[2]
- augusztus 29. – A heidelbergi várkastélyban befejeződik a világ legnagyobb boroshordójának az építése.[3] (A befogadóképessége 221 726 liter és ez akkora méret, hogy magán a hordón tartották a megnyitó ünnepséget.)

### Határozatlan dátumú események
- az év folyamán –
  - Adam Smith logikaprofesszori kinevezést kap a Glasgow-i Egyetemen.[4]

## Születések
- február 28. – Stjepan Zanović, „Albánia hercege”, dalmáciai kalandor, költő és író († 1786)
- március 16. – James Madison, az Amerikai Egyesült Államok 4. elnöke († 1836)
- június 13. – Andásy József Lajos, költő († ?)
- július 15. – Gyarmathi Sámuel, nyelvész, orvos († 1830)
- július 30. – Maria Anna Mozart, becenevén Nannerl, zongorista, Wolfgang Amadeus Mozart nővére († 1829)
- augusztus 20. – Fabriczy András, evangélikus lelkész († 1830)
- szeptember 9. – Emanuel Schikaneder, német vígjátékíró és opera-librettista, színész, énekes, író, rendező, színházigazgató († 1812)
- szeptember 30. – Johann Georg Bach, német zeneszerző († 1797)
- november 4. – Brezanóczy Ádám, magyar jezsuita rendi szerzetes, jogász, egyetemi tanár († 1832)
- december 8. – Heinrich Füger, német festő († 1818)
- december 26. – Hofbauer Szent Kelemen morva származású remete († 1820)
- december 30. – Boczkó Dániel, evangélikus lelkész, püspök († 1806)

## Halálozások
- március 24. – Pálffy János, tábornok, később Magyarország főparancsnoka, nádor (* 1664)
- március 25. – I. Frigyes, svéd király (* 1676)
- november 11. – Julien Offray de La Mettrie, francia orvos és filozófus, az empirikus orvostudomány megalapozója (* 1709)
- december 16. – II. Lipót, anhalt–dessaui herceg, porosz generális, III. Lipót anhalt–dessaui herceg apja (* 1700)